# Баратов, Иосиф Александрович
Иосиф Александрович Баратов (груз. იოსებ ალექსანდრეს ძე ბარათაშვილი, вариант Иессей Александрович или Иосиф (Осико) Бараташвили; 4 ноября 1874, Борбало, Борчалинский уезд, Тифлисская губерния, Российская империя — 14 сентября 1937 или 1937) — князь, присяжный поверенный, один из лидеров партии социалистов-федералистов, депутат Государственной думы I созыва от Тифлисской губернии, член Учредительного собрания Грузии.

## Биография
Князь из старинного грузинского рода, православный. Окончил 2-ю Тифлисскую гимназию, а в 1899 году — юридический факультет Санкт-Петербургского университета. Возвратился в Грузию, занимался юридической практикой.
- Присяжный поверенный Тифлисского окружного суда.
- Гласный Тифлисской городской думы[когда?].
- Член комитета «Общества распространения грамотности среди грузин».

В 1901 году выступил одним из основателей Партии социалистов-федералистов Грузии.

Грузины, члены государственной Думы Первого созыва от Тифлисской и Кутаисской губерний; Слева — направо, сидят: Иосиф Баратов, Ной Жордания, Серго Джапаридзе, Исидор Рамишвили; стоят: Вано Гомартели, Симон Церетели

26 июня 1906 года был избран в Государственную думу I созыва от общего состава выборщиков Тифлисского губернского избирательного собрания. Входил в Трудовую группу, что подтверждают и сами трудовики в своём издании «Работы Первой Государственной Думы». Член Комиссии по исполнению государственной росписи доходов и расходов. В ходе прений в Думе выступил около 10 раз, в том числе: о собраниях, об отношении к смертной казни, о продовольственной помощи населению, о Белостокском погроме, о правительственном сообщении по аграрному вопросу. Подпись Баратова стоит под запросом о нарушениях закона о печати от 13 июня 1906.
10 июля 1906 года в городе Выборге подписал «Выборгское воззвание» и был за это осуждён по ст. 129, ч. 1, п. п. 51 и 3 Уголовного Уложения, приговорён к 3-месячному тюремному заключению и лишён избирательных прав.
В качестве адвоката участвовал в политических процессах, в частности, в деле Арсена Георгиашвили (1917). Он был членом Общества по распространению грамотности среди грузин и грузинского драматического общества. Его публицистика неоднократно публиковалась в периодической печати («ივერია» (Магазин), «სახალხო საქმე» (Дело) и др.). В те же годы, 1901—1917, он был заметной фигурой национально-освободительного движения. Важен его вклад в борьбу за восстановление автономии грузинской православной церкви, которая увенчалась успехом в 1917 году. Он состоял членом «сообщества за основание университета», при чьей активной поддержке в 1918 году был основан Тбилисский государственный университет.
В 1917—1918 Бараташвили был избран членом Национального совета. 26 мая 1918 года подписал Декларацию независимости Грузии. В 1918 году исполнял обязанности министра юстиции Грузинской Демократической Республики. В 1919—1921 избран членом Учредительного собрания Грузии.
В феврале — марте 1921 года, во время советизации Грузии Бараташвили был активным членом нелегальной организации федералистов. В 1923 году он был арестован ЧК и заключён в тюрьму.
C 1922 по 1937 он занимался адвокатской деятельностью, 1923 году был защитником по делу Католикоса-Патриарха Амвросия (Хелая). Жил в Тбилиси, ул. Ленина (ныне — Мераба Коставы), 20.
В 1937 году Бараташвили был вновь арестован и расстрелян по постановлению «тройки» Грузинской ССР. Реабилитирован в 1956 году.